# Таежен цвъркач
Таежен цвъркач (Locustella fasciolata) е вид птица от семейство Locustellidae.

## Разпространение и местообитание
Разпространен е в Индонезия, Китай, Монголия, Папуа Нова Гвинея, Русия, Северна Корея, Филипините, Южна Корея и Япония.